# 和合春日神社
和合春日神社（わごうかすがじんじゃ）は愛知県愛知郡東郷町和合地区にある神社。

## 祭神
主祭神
- 天児屋根命

合祭神
- 天照大神
- 大山津見命
- 菊理姫命
- 加具土命